# Tatra-Jug K-1M
K-1M – typ ukraińskiego, szerokotorowego wagonu tramwajowego, wytwarzanego od 2012 r. w zakładach Tatra-Jug (główne biura znajdują się w Odessie); montaż tramwaju miał miejsce w Południowych zakładach budowy maszyn im. O.M. Makarowa w Dnieprze. K-1M jest rozwinięciem konstrukcyjnym modelu K-1; główną różnicą w stosunku do poprzednika jest obniżona, niskopodłogowa część podłogi w drugich drzwiach. Udział niskiej podłogi wynosi 36%.

## Dostawy
W lutym 2016 r. na terenie Ukrainy eksploatowano 10 wagonów typu K-1M.
| Państwo        | Miasto         | Lata dostaw    | Liczba           | Numery taborowe |  |
| -------------- | -------------- | -------------- | ---------------- | --------------- |  |
| Ukraina        |                |                |                  |                 |  |
| Kijów          | 2012, 2015     | 8              | 341-343, 351-355 |                 |  |
| Odessa         | 2015           | 1              | 7012             |                 |  |
| Mariupol       | 2016           | 1              | 4001             |                 |  |
| Łączna liczba: | Łączna liczba: | Łączna liczba: | 10               |                 |  |

## Eksploatacja

### Kijów
W okresie od września do października 2012 r. do zajezdni tramwajowej im. Szewczenki dostarczono pierwsze 3 egzemplarze tramwaju K-1M. Tramwaje otrzymały numery taborowe z zakresu 341-343. Jeszcze w tym samym roku rozpoczęto eksploatację wagonów w składach ze starszymi wagonami K-1 na liniach nr 1 i 3.
W grudniu 2015 r. zamówiono kolejnych 5 sztuk tramwajów typu K-1М. 22 grudnia dostarczone zostały wagony nr 351 oraz 352, 23 grudnia do zajezdni dotarł wagon nr 353, a 24 grudnia tramwaje nr 354 i 355. Po uprzednio przeprowadzonych jazdach próbnych, w połowie stycznia 2016 r. wagony przydzielono do obsługi linii nr 23, nr 8 oraz nr 28.
15 stycznia 2016 r. wagony o numerach taborowych 351 i 352 połączono w pierwszy w historii eksploatacji tramwajów typu K-1M skład dwuwagonowy. Eksploatację ww. wagonów w trakcji ukrotnionej rozpoczęto na linii nr 28. 19 stycznia 2016 r. jeden z wagonów padł ofiarą wandalizmu – jedno z okien zostało zbite kamieniem. Po tym incydencie tramwaj został odstawiony do naprawy; drugi wagon rozpoczął natomiast kursowanie jako wagon pojedynczy. 16 lutego 2016 r. ponownie połączono w skład i przydzielono do linii nr 28. Pozostałe kijowskie tramwaje typu K-1M kursują pojedynczo.

### Odessa
Do czasu zakupu wagonu typu K-1М w mieście nie eksploatowano żadnego wagonu niskopodłogowego. W październiku 2015 r. zamówiono jeden wagon K-1M, który został dostarczony do zajezdni 18 grudnia 2015 r.. Otrzymał on numer 7012. 14 stycznia 2016 r. wagon wyjechał na linię nr 28, jednak przez kilka dni obsługiwał on także linię nr 5, podobnie jak inne nowo dostarczone do miasta wagony.

### Mariupol
W listopadzie 2015 r. miasto Mariupol zamówiło jeden tramwaj K-1M. 20 grudnia 2015 r. do miasta dostarczono, wbrew warunkom zamówienia, wagon wysokopodłogowy typu K-1. Na początku 2016 r. tramwaj K-1 został odebrany przez producenta, а 6 lutego 2016 r. w zamian dostarczono wagon K-1M. Nadano mu numer taborowy 308.